# Bradyrrhoa andryalella
Bradyrrhoa andryalella är en fjärilsart som beskrevs av Pierre Chrétien 1911. Bradyrrhoa andryalella ingår i släktet Bradyrrhoa och familjen mott. Inga underarter finns listade i Catalogue of Life.